# Università di Brasilia

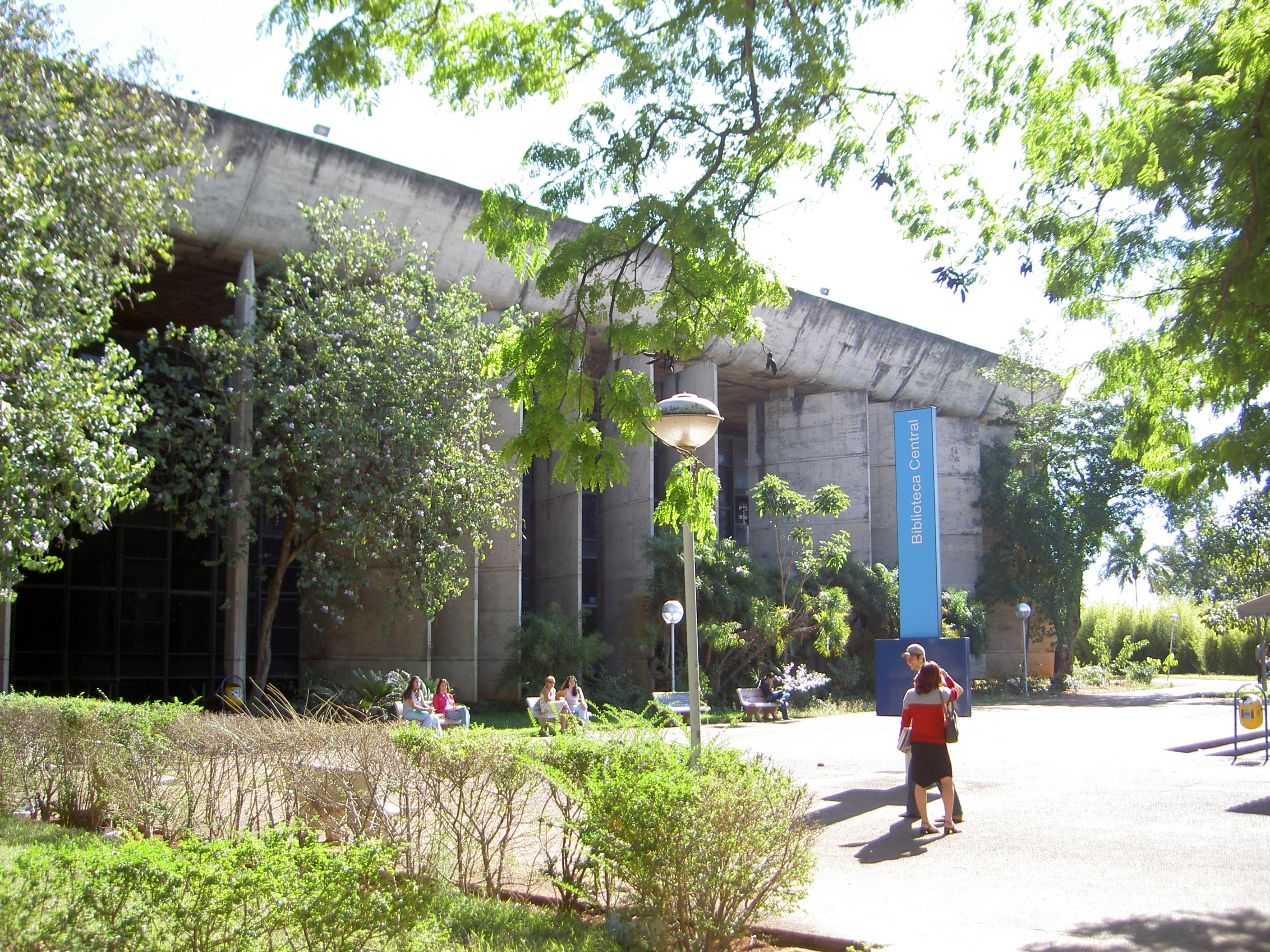
Biblioteca centrale

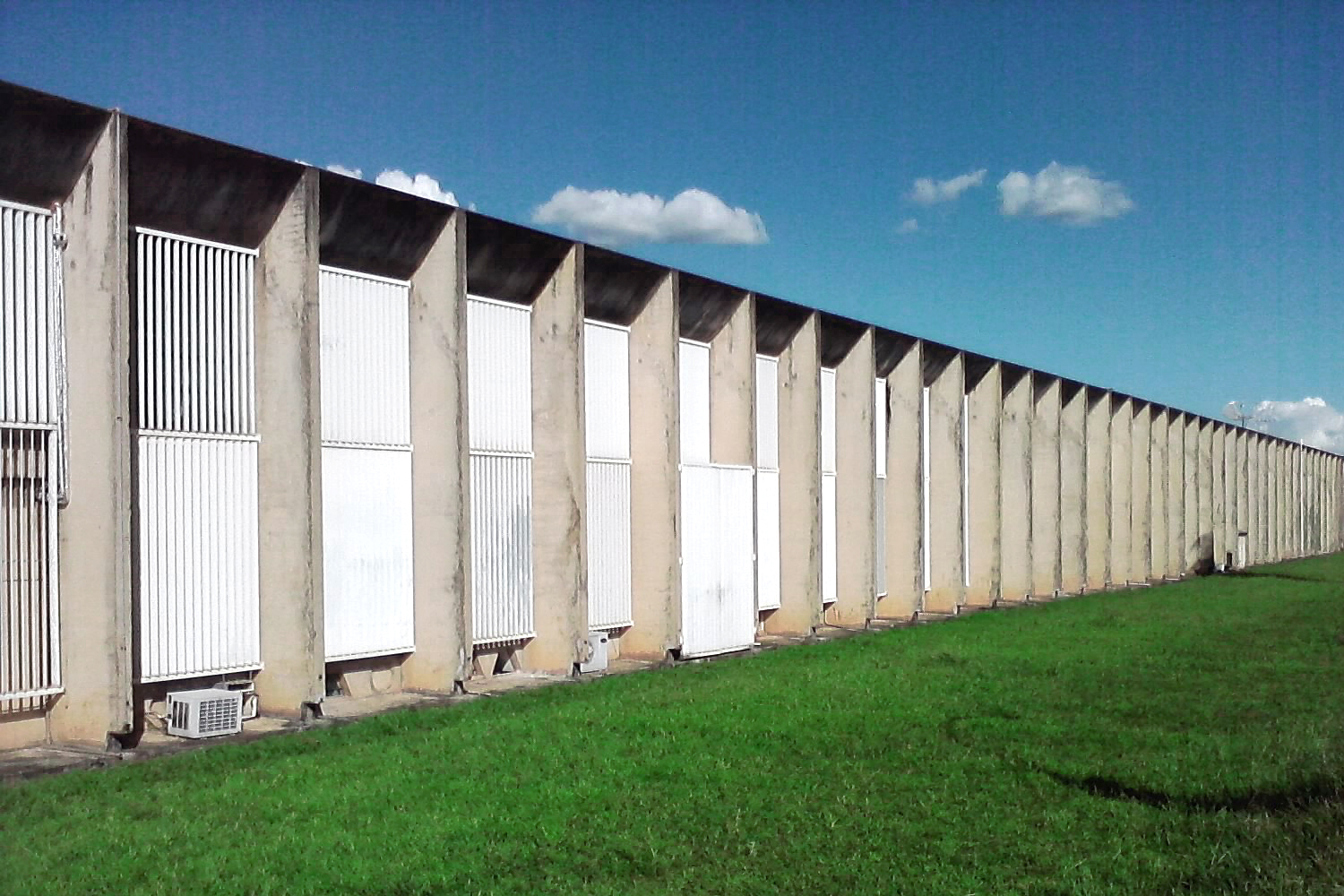
Istituto Centrale delle Scienze (Instituto Central de Ciências o "Minhocão")

L'Università di Brasilia (in portoghese Universidade de Brasília, UnB) è l'università statale della capitale brasiliana. Il campus fu progettato da Oscar Niemeyer e Lúcio Costa.
Creata nel 1962 dalla visione utopica del docente Anísio Teixeira e del professore di antropologia Darcy Ribeiro, l'Università di Brasilia si trova nel centro della capitale del Brasile.

## Storia
La fondazione dell'Università di Brasilia avvenne il 15 dicembre 1961. Il professor Darcy Ribeiro, che ne fu il primo rettore, era stato uno dei più entusiasti sostenitori della sua creazione. L'architetto Oscar Niemeyer progettò il suo edificio principale, l'Istituto Centrale delle Scienze (ICC). Fin dall'inizio, l'Università di Brasilia si caratterizzò per l'eccellenza nei corsi di insegnamento aperti alla comunità in generale, classificandosi pertanto come una delle università più rispettate del Brasile.
Nel 2010 contava 1.757 professori e 2.391 dipendenti, oltre a 30.000 studenti laureati e universitari. Ogni semestre, l'Università di Brasilia accetta quasi 2.000 studenti per i suoi 61 corsi di laurea. I dottorati di ricerca sono 27.